# 1988年夏季奧林匹克運動會中華台北代表團
1988年夏季奧林匹克運動會中華臺北代表團是中華民國（台灣）以“中華台北”名義，參與在南韓漢城舉行的1988年夏季奧林匹克運動會，為第2次以「中華台北」名義參加夏季奧運。這次參加選手為61位，參加13種運動，共84個項目。結果未贏得任何獎牌，也是中華台北代表團迄今唯一未獲得獎牌的夏季奧運。

## 游泳
- 蔡心嚴－男子100公尺蛙式－第24名
- 蔡心嚴－男子200公尺蛙式－第33名
- 蔡心嚴－男子200公尺混合式－第49名
- 吳明勳－男子200公尺自由式－第55名
- 吳明勳－男子400公尺自由式－第40名
- 吳明勳－男子1500公尺自由式－第33名
- 姜基禮－男子50公尺自由式－第51名
- 姜基禮－男子100公尺自由式－第51名
- 姜基禮－男子200公尺混合式－第51名
- 司徒加慧－女子100公尺蛙式－第32名
- 司徒加慧－女子200公尺蛙式－第35名
- 司徒加慧－女子200公尺混合式－第28名
- 王琪－女子50公尺自由式－第41名
- 王琪－女子100公尺自由式－第47名
- 王琪－女子100公尺仰式－第32名
- 王琪－女子200公尺仰式－第31名
- 張惠堅－女子200公尺自由式－第38名
- 張惠堅－女子100公尺蝶式－第32名
- 張惠堅－女子200公尺蝶式－第26名
- 張惠堅－女子400公尺混合式－第27名
- 林鳳珠－女子50公尺自由式－第42名
- 林鳳珠－女子100公尺自由式－第48名
- 陳園芬－女子100公尺蛙式－第39名
- 陳園芬－女子200公尺蛙式－第41名
- 陳園芬－女子200公尺混合式－第33名
- 陳園芬－女子400公尺混合式－第30名
- 司徒加慧、王琪、張惠堅、林鳳珠－女子4x100公尺自由式接力－第15名
- 司徒加慧、王琪、張惠堅、陳園芬－女子4x100公尺混合式接力－第16名

## 射箭
- 邱炳坤－男子個人－第45名
- 胡培文－男子個人－第31名
- 顏滿松－男子個人－第42名
- 邱炳坤、胡培文、顏滿松－男子團體－第7名
- 秦秋月－女子個人－第27名
- 賴芳美－女子個人－第12名
- 劉碧瑜－女子個人－第15名
- 秦秋月、賴芳美、劉碧瑜－女子團體－第11名

## 田徑
- 鄭新福－男子100公尺－第36名
- 李訓榮－男子100公尺－第55名
- 李訓榮－男子200公尺－第31名
- 林光亮－男子400公尺－第50名
- 林光亮－男子800公尺－第55名
- 吳清錦－男子110公尺跨欄－第24名
- 鄭新福、李訓榮、吳清錦、乃慧芳－男子4x100公尺接力－第19名
- 乃慧芳－男子跳遠－第27名
- 乃慧芳－男子三級跳遠－第27名
- 李福恩－男子十項全能－第25名
- 陳雅莉－女子100公尺－第51名
- 陳雅莉－女子200公尺－第47名
- 張芬華－女子400公尺－第40名
- 張芬華－女子400公尺跨欄－第34名
- 陳文英－女子100公尺跨欄－第29名
- 陳雅莉、王淑華、張芬華、陳文英－女子4x100公尺接力－第18名
- 蘇瓊月－女子跳高－第22名
- 王淑華－女子跳遠－第25名
- 許惠英－女子七項全能－第23名

## 拳擊
- 劉欣宏－男子48公斤級－未晉級
- 盧志雄－男子57公斤級－未晉級

## 自由車
- 李福祥－男子1公里個人計時賽－第22名
- 李福祥－男子個人爭先賽－第19名
- 徐瑞德－男子50公里個人領先計分賽－第21名
- 徐瑞德－男子個人公路賽－未完賽
- 楊秀珍－女子個人爭先賽－第8名
- 楊秀珍－女子個人公路賽－未完賽

## 擊劍
- 王三財－男子個人鈍劍－第50名
- 王三財－男子個人銳劍－第73名
- 鄭明祥－男子個人鈍劍－第63名
- 鄭明祥－男子個人軍刀－第39名

## 體操
- 張照玔－競技體操男子全能－第83名

## 柔道
本屆夏季奧林匹克運動會女子柔道為示範項目。
- 許蔡傳－男子60公斤級－第5名
- 吳博誠－男子65公斤級－未晉級
- 茹向弘－男子71公斤級－未晉級
- 蔡侑潭－男子78公斤級－未晉級
- 邱恒安－男子86公斤級－第7名
- 周育萍－女子48公斤級－未晉級

## 現代五項
- 李金和－男子個人－第44名
- 莊堂發－男子個人－第54名

## 射擊
- 杜台興－男子10公尺空氣手槍－第29名
- 杜台興－男子50公尺自由手槍－第19名
- 蔡白生－男子定向飛靶－第44名
- 劉玉珠－女子10公尺空氣步槍－第39名

## 桌球
- 吳文嘉－男子單打－未晉級
- 黃慧傑－男子單打－未晉級
- 紀金龍－男子單打－未晉級
- 吳文嘉、黃慧傑－男子雙打－未晉級
- 紀金龍、紀金水－男子雙打－未晉級
- 張秀玉－女子單打－未晉級
- 林麗如－女子單打－未晉級
- 張秀玉、林麗如－女子雙打－未晉級

## 舉重
- 鍾永吉－男子52公斤級－傷退未完賽
- 蔣明雄－男子52公斤級－第14名
- 蔡溫義－男子56公斤級－抓舉失敗
- 廖星州－男子56公斤級－第15名
- 張順堅－男子67.5公斤級－傷退未完賽
- 鄭加坐－男子82.5公斤級－第12名
- 廖志明－男子100公斤級－第15名

## 角力
- 侯駿逸－男子自由式48公斤級－未晉級
- 羅昭成－男子自由式52公斤級－未晉級
- 黃建龍－男子自由式62公斤級－未晉級
- 紀滿憲－男子自由式82公斤級－未晉級

## 棒球
本屆夏季奧林匹克運動會棒球為示範項目，中華台北代表團小組賽排名第四未晉級複賽。
- 領　隊：謝深山。
- 總教練：林家祥。
- 教練團：林信彰、李來發、林敏政、吳祥木。
- 管　理：林敏政。
- 翻　譯：徐生明。
- 秘　書：李英立。

- 投　手：陳義信、黃平洋、涂鴻欽、陽介仁、郭建成、羅振榮、郭李建夫。
- 捕　手：曾智偵、洪一中、陳金茂。
- 內野手：王光輝、林仲秋、洪正欽、羅國璋、吳復連、吳思賢。
- 外野手：李居明、江泰權、林易增、黃煚隆。

## 保齡球
本屆夏季奧林匹克運動會保齡球為示範項目。
- 鄭宗政－男子單人賽－第8名

## 跆拳道
本屆夏季奧林匹克運動會跆拳道為示範項目。
- 黃耀漢－男子50公斤級－未晉級
- 吳聰哲－男子76公斤級－ 銅牌
- 秦玉芳－女子43公斤級－ 金牌
- 白允瑤－女子47公斤級－ 銅牌
- 陳怡安－女子51公斤級－ 金牌
- 童雅琳－女子55公斤級－未晉級
- 陳君鳳－女子60公斤級－ 銅牌

## 外部連結
- Official Olympic Reports

Template:NOCin1988SummerOlympics